# Народна борба (1943 – 1944)
Вижте пояснителната страница за други значения на Народна борба.
„Народна борба“ е комунистически вестник, орган на Втора македонска ударна бригада.
Започва да се издава през декември 1943 година в село Сборско. Вестникът се издава веднъж месечно в тираж от 250-300 бройки. Редактира се от Агитационно-пропагадната комисия на щабът на бригадата. От вестника са издадени общо 7 броя. Сътрудници са Васка Дуганова, Лазар Мойсов, Наум Наумовски, Киро Хадживасилев и Мито Хадживасилев.